# Iniö

Wappen der ehemaligen Gemeinde Iniö

Iniö ist eine Insel und eine ehemalige Gemeinde im Schärenmeer vor der Küste Südwestfinnlands. Heute gehört Iniö zur Stadt Pargas (Parainen).

## Geschichte
Iniö wurde erstmals im Jahr 1554 als Kapellengemeinde des auf dem Festland gelegenen Kirchspiels Taivassalo erwähnt. Zu einer eigenständigen Gemeinde wurde Iniö im Jahr 1908. Zum Jahresbeginn 2009 schloss sich Iniö zusammen mit den Gemeinden Nagu, Korpo und Houtskär sowie der Stadt Pargas zur Stadt Väståboland zusammen, welche 2012 wiederum in Pargas umbenannt wurde.

## Geografie

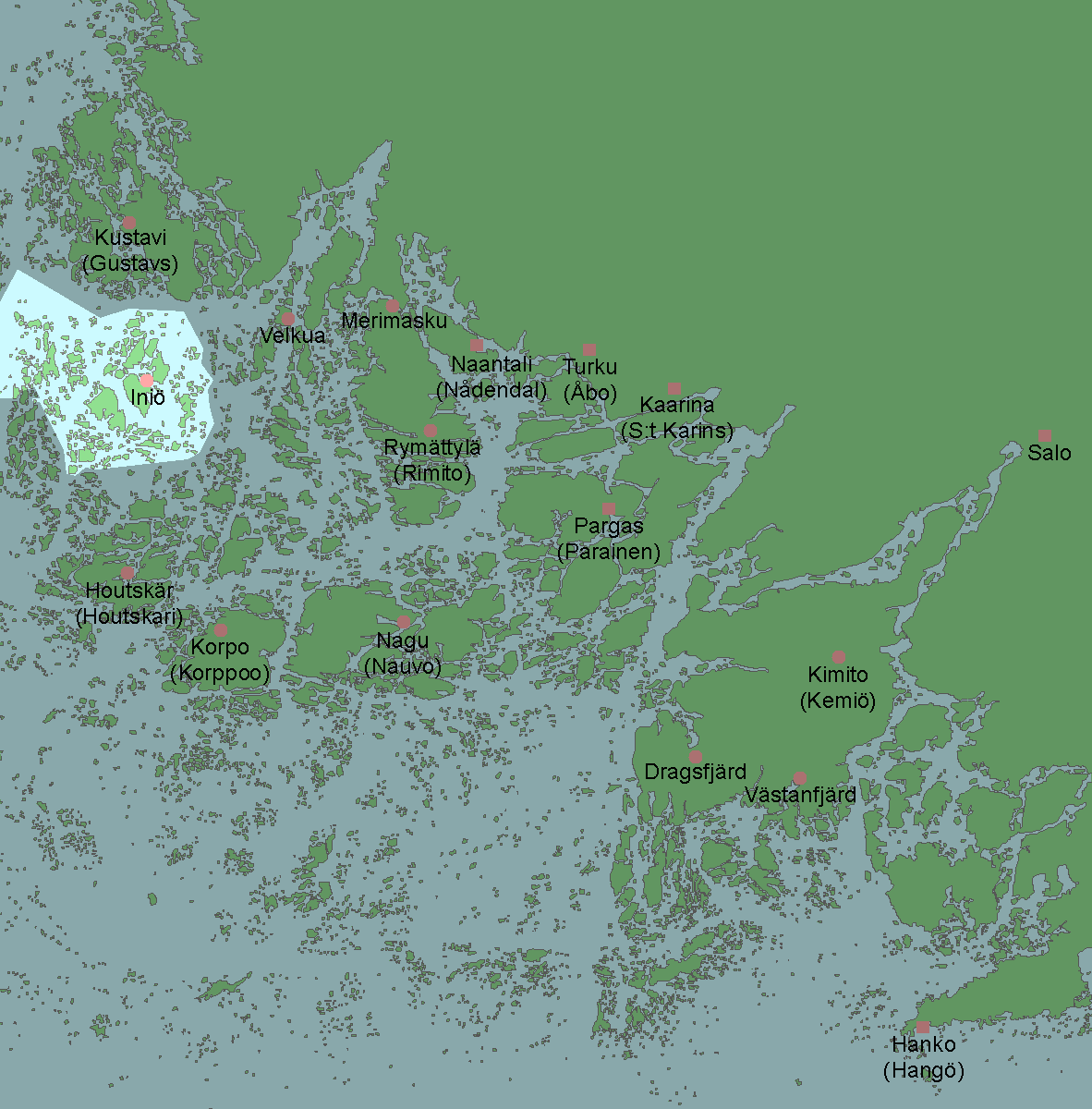
Lage von Iniö im Schärenmeer

Das ehemalige Gemeindegebiet von Iniö liegt rund 50 Kilometer Luftlinie westlich von Turku im westlichen Teil des Schärenmeeres vor der Küste Südwestfinnlands. Südlich von Iniö liegt Houtskär, im Westen trennt der Skiftet (finn. Kihti) Iniö von der zur autonomen Inselgruppe Åland gehörigen Gemeinde Brändö, jenseits einer Iniöfjärden (finn. Iniönaukko) genannten offene Seefläche liegen im Norden die Schären der Nachbargemeinde Kustavi.
Die Schärenlandschaft von Iniö ist stark gegliedert: Das ehemalige Gemeindegebiet von Iniö umfasst über 1000 Inseln und Klippen, die Küstenlänge beträgt insgesamt über 700 km. Unter Ausschluss der Meeresgebiete hatte Iniö eine Fläche von 65,20 km². Elf Inseln sind ganzjährig bewohnt. Die Hauptinsel ist das namensgebende Iniö. Auf ihr liegen das Kirchdorf Norrby sowie die Dörfer Skagen, Söderby und Dalen. Die zweitgrößte Insel der Gemeinde ist das westlich der Hauptinsel gelegene Keistiö mit dem gleichnamigen Dorf. Nördlich der Hauptinsel liegt die Insel Jumo mit dem Hafen Kannvik. Ebenfalls bewohnt sind die abseitigeren Inseln Kolko, Åselholm und Perkala.

## Bevölkerung

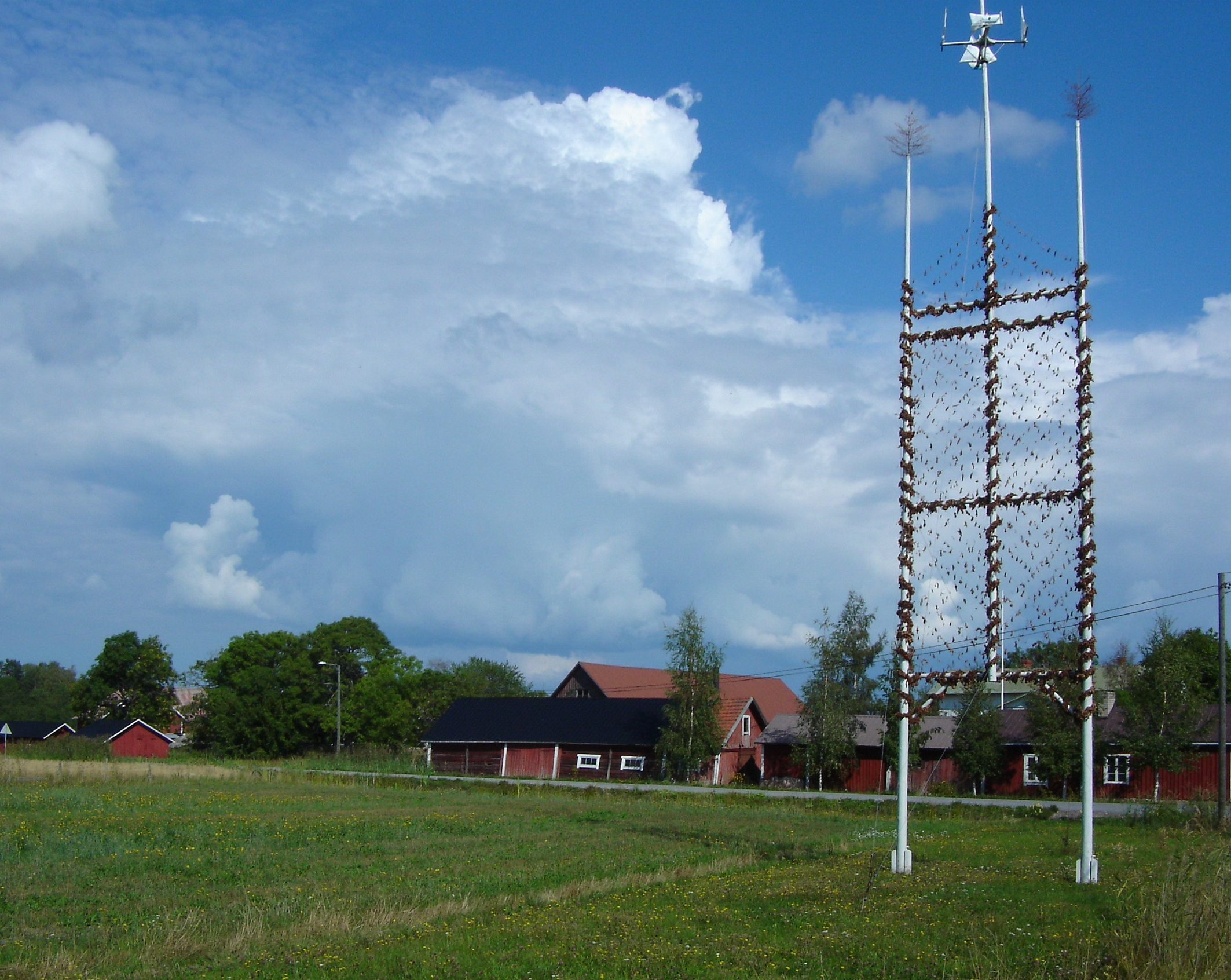
Der Mittsommerbaum in Norrby ist ein sichtbares Zeichen finnlandschwedischer Kultur

Mit zuletzt 259 Einwohnern war Iniö zum Zeitpunkt seiner Eingemeindung die kleinste finnische Gemeinde außerhalb Ålands. Die Region Åboland gehört traditionell zum Siedlungsgebiet der Finnlandschweden. Zuletzt waren 69,9 % der Einwohner Iniös schwedisch- und 34,0 % finnischsprachig. Offiziell war die Gemeinde zweisprachig mit Schwedisch als Mehrheits- und Finnisch als Minderheitssprache. Die Schwedische Volkspartei, die traditionelle politische Vertretung der Finnlandschweden, erhielt bei den Kommunalwahlen 2004 100 % der Stimmen und stellte somit alle 13 Mitglieder des Gemeinderates.

## Wirtschaft und Infrastruktur

### Wirtschaft
Die wichtigsten Erwerbszweige der Bewohner Iniös sind Landwirtschaft, Fischerei, Seefahrt und Tourismus. Mit Bootshäfen, Bed-and-Breakfast-Angeboten, Ferienhäusern, Cafés und Restaurants bietet die Gemeinde eine touristische Infrastruktur, die vor allem nach Fertigstellung der Schärenringstraße viele Touristen angezogen hat. Im Sommer versechsfacht sich die Einwohnerzahl Iniös durch die zahlreichen Feriengäste.

### Dienstleistungen
Trotz der geringen Einwohnerzahl fanden sich in Iniö wegen der abgeschiedenen Lage die wichtigsten kommunalen Dienstleistungen vor Ort. So befindet sich im Hauptdorf Norrby ein staatliches Gesundheitszentrum, eine schwedischsprachige Grundschule, in der rund zehn Schüler der Klassen 1 bis 9 unterrichtet werden, eine im Schulgebäude untergebrachte Bibliothek, ein Postamt und eine Filiale der Nordea-Bank. Als Gemeindezentrum diente das „Allaktivitetshus Snäckan“ in Norrby. Zudem unterhielt die Gemeinde mit ihrem eigenen Sender Radio Iniö den einzigen kommunalen Radiosender Finnlands.

### Verkehr
Iniö ist an die Schärenringstraße angeschlossen, eine Route, die zugleich als Ferienstraße und Verkehrsverbindung zwischen den Inseln des Schärenmeeres dient. Vom Festland kommend erreicht man Iniö über die nördliche Nachbargemeinde Kustavi, die durch eine Brücke mit dem Festland verbunden ist. Die Fähre M/s Aurora des finnischen Seefahrtsamtes verkehrt werktags sieben- bis achtmal täglich zwischen Heponiemi in Kustavi und dem Hafen von Kannvik auf der zu Iniö gehörigen Insel Jumo. Die Überfahrt dauert rund 25 Minuten; Anfang 2007 wurde die Fährstrecke zu einem Teil des Straßennetzes deklariert und ist seitdem kostenlos. Mit der südlichen Nachbargemeinde Houtskär, der nächsten Station der Schärenringstraße, ist Iniö durch die ebenfalls vom Seefahrtsamt betriebene Fähre M/s Antonia verbunden. Die knapp einstündige Überfahrt führt von Dalen in Iniö nach Mossala in Houtskär und ist kostenpflichtig.
Da die Entfernungen zwischen der Hauptinsel Iniö und den Inseln Jumo und Keisitö nur kurz sind, verkehren hier kostenlose Fähren des Straßenbauamtes. Die abgelegenen Inseln Åselholm und Kolko sind durch eine Fähre des Seefahrtsamtes mit dem Hafen von Kannvik verbunden.

## Kultur und Sehenswürdigkeiten

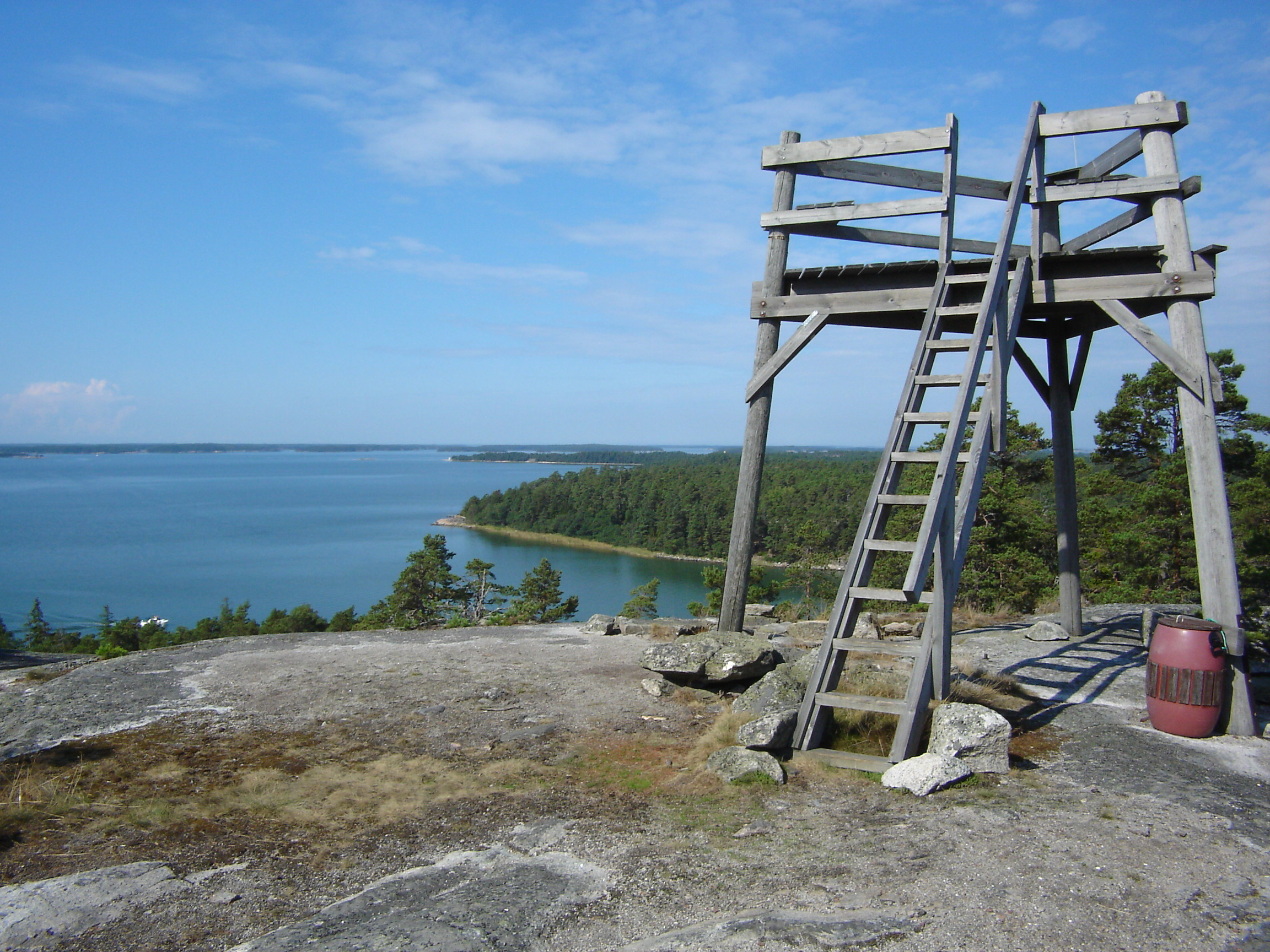
Aussichtsturm auf dem Kasberg

Auf der Hauptinsel Iniö gibt es einen 2,5 km langen Naturpfad, der durch eine abwechslungsreiche Landschaft auf den 40 Meter hohen Kasberg-Felsen, die höchste Erhebung von Iniö, führt. Auf dem Kasberg befindet sich ein Aussichtsturm, von dem sich ein Ausblick auf das Schärenmeer bis hin zum Festland und die Schären Ålands bietet.
Eine weitere Sehenswürdigkeit von Iniö ist die Kirche der Gemeinde. Die steinerne Sophia-Wilhelmina-Kirche wurde zwischen 1797 und 1800 erbaut und nach einer schwedischen Prinzessin benannt. Ein Brand im Jahr 1880 beschädigte das Gotteshaus schwer, es wurde aber kurz danach wieder instand gesetzt, 1967/68 wurde die Kirche nochmals renoviert. Die idyllischen Dorflandschaften von Norrby, Jumo, Keistiö, Kolko und Åselholm sind offiziell als kulturgeschichtlich wertvolle Milieus anerkannt. Ebenfalls sehenswert ist die Windmühle von Åselholm.